# Кобяк
Кобяк (*д/н —бл. 1184) — половецький хан, неодноразово робив набіги на Руську землю в 1170–1180 роках, також брав участь у міжусобних війнах руських князів. У "Слові о полку Ігоревим" Кобяк є князем Лукомор'я.
Пітер Ґолден, посилаючись на Омеляна Пріцака, відносив Кобяка до племені Іт-оґли. За Баскаковим, Кобяк був із дніпровських половців.

## Життєпис
В 1171 році разом з половецьким ханом Кончаком програв важливий бій руському князю Ігорю Святославичу, який прийшов зі своїми сіверськими дружинами на половецьку землю. Знаменита битва відбулася біля річки Ворскла. 1180 року разом з ханом Кончаком допоміг Святославу Всеволодовичу захопити Київ.
В 1183 або 1184 році в битві на Орелі половецьке військо на чолі з Кобяком зазнало поразки від військ київських князів Святослава Всеволодовича і Рюрика Ростиславича. Кобяк потрапив в полон.
Про подальшу долю Кобяка літопис не згадує, але С. А. Плетньова на підставі похвали Святославу Всеволодовичу в «Слові о полку Ігоревім»: «А поганаго Кобяка изъ луку моря, отъ желѣзнихъ великыхъ плъковъ половецкыхъ, яко вихрь, выторже. І падеся (буквально „впав“) Кобякъ въ градѣ Кіевѣ, въ гридницѣ Святославля» — робить висновок, що полонений Кобяк був убитий в Києві на Святославовім дворі.
Це був загальноруський похід, крім Святослава і Рюрика в ньому брало участь одинадцять князів. Разом з Кобяком були взяті в полон його двоє синів і ще 16 ханів. Серед синів Кобяка по імені відомий Данило.
За Ярославом Пилипчуком, поразка Кобяка і бурдж-огли від русів посилили позиції Кончака як найбільш могутнього правителя східноєвропейських степів.